# Park Narodowy Puracé
Park Narodowy Puracé (hiszp. Parque nacional natural Puracé) – park narodowy w Kolumbii położony w departamentach Huila i Cauca. Został utworzony 17 grudnia 1975 roku i zajmuje obszar 919,42 km². Od 1979 roku wraz z Parkiem Narodowym Nevado del Huila i Parkiem Narodowym Cueva de los Guácharos tworzy rezerwat biosfery UNESCO o nazwie „Cinturón Andino”. W 2008 roku park został zakwalifikowany przez BirdLife International jako ostoja ptaków IBA.

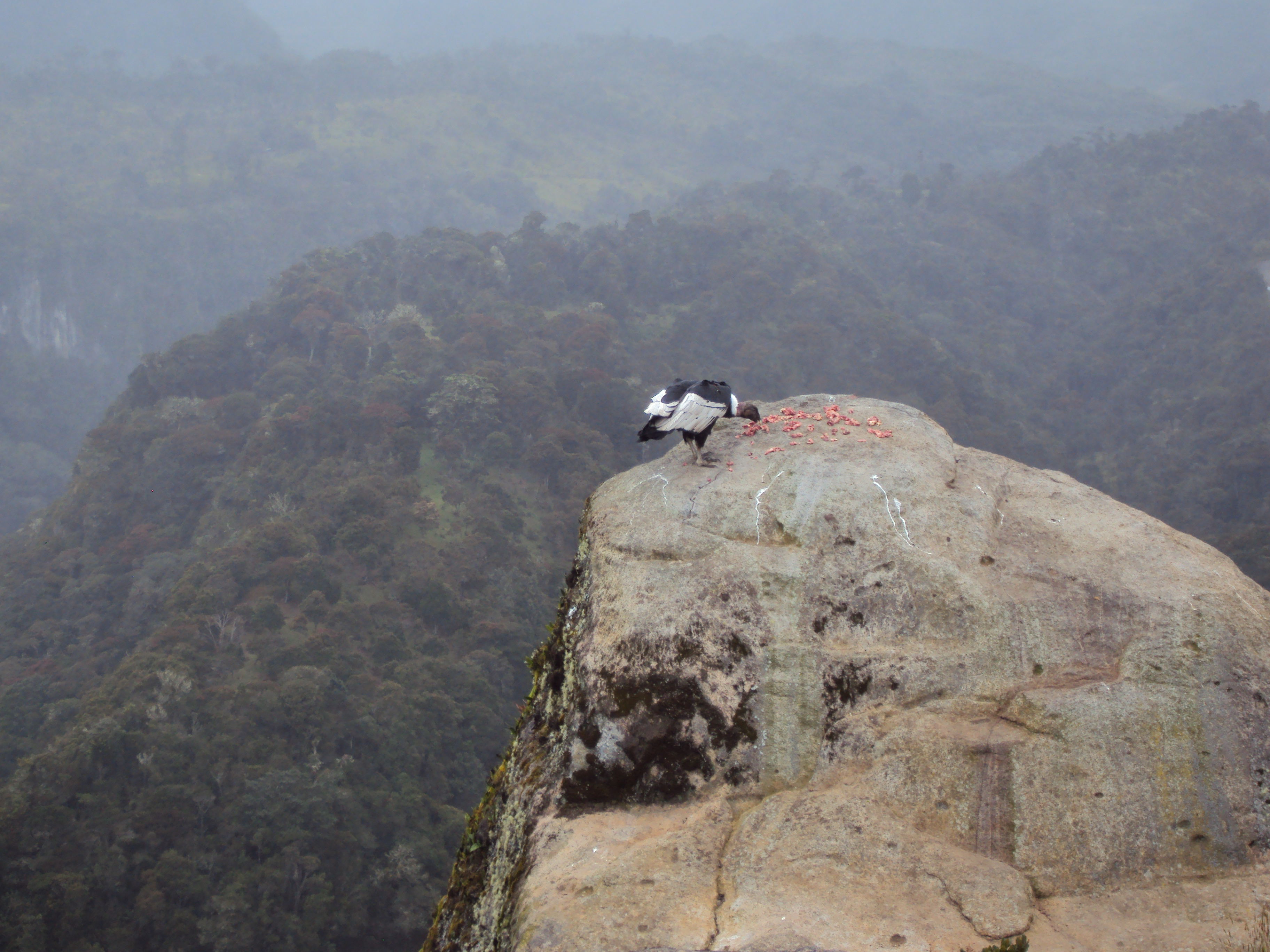
Kondor wielki w parku

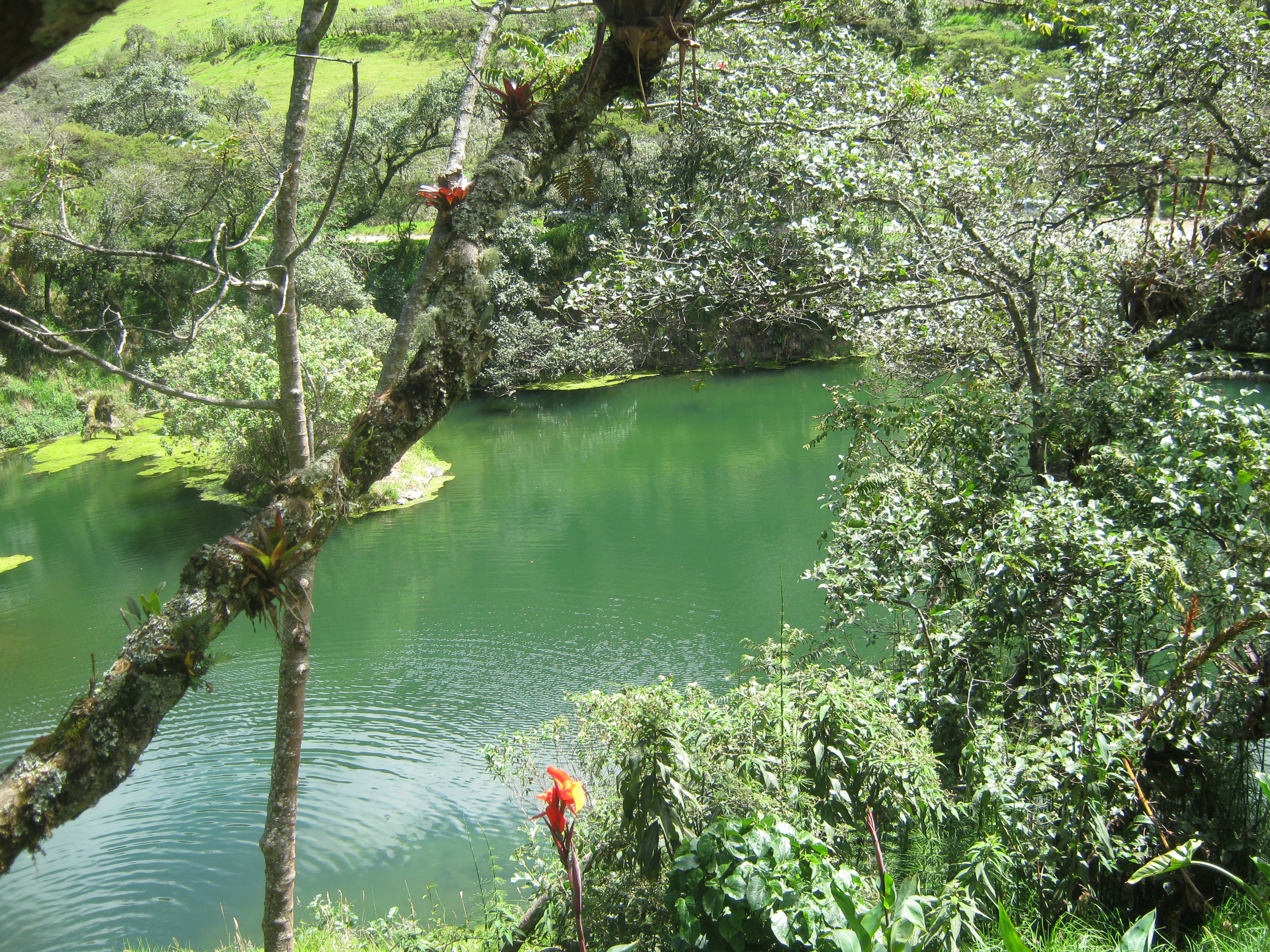
Kaldera wulkanu Coconuco

## Opis
Park obejmuje fragment Kordyliery Środkowej na wysokościach od 2500 do 5000 m n.p.m. Znajduje się tu pasmo wulkaniczne Serranía de los Coconucos złożone z 11 wulkanów. Są to m.in.: Pan de Azúcar (około 5000 m n.p.m.), jedyny wulkan czynny Puracé (4650 m), Curiquinga (4440 m) oraz Coconuco (4600 m). W parku znajduje się 30 jezior (m.in. Buey i La Magdalena) oraz źródła najważniejszych rzek w Kolumbii takich jak Magdalena, Cauca, Patía i Caquetá. Występują też liczne gorące źródła siarkowe. Na niżej położonej części parku rośnie tropikalny wilgotny las górski. Wyżej występuje paramo. Jeszcze na początku XX wieku pasmo przykrywały lodowce. Obecnie całkowicie zanikły.
Średnia roczna temperatura w parku wynosi w zależności od wysokości od -2 °C do +12 °C, a średnie roczne opady 2500 mm.

## Flora
W parku rosną narażone na wyginięcie (VU, ang. Vulnerable) Ceroxylon quindiuense i Aniba perutilis, a także m.in. Podocarpus oleifolius, Quercus humboldtii, Nectandra acutifolia, Weinmannia pubescens, rośliny z rodzajów Espeletia i olbrzymka, a także ponad 200 gatunków storczyków.

## Fauna
W parku występuje 26 gatunków ssaków i 190 gatunków ptaków.
Z ssaków żyje tu zagrożony wyginięciem (EN, ang. Endangered) tapir górski, narażone na wyginięcie (VU) andoniedźwiedź okularowy, mazama karłowata, wełniak brunatny i ocelot tygrysi, a także m.in.: puma płowa, wydrak długoogonowy, ostronos rudy, ostronosek górski, mulak białoogonowy i pudu północny.
Ptaki to zagrożony wyginięciem (EN) andowik, narażone na wyginięcie (VU) kondor wielki, kusaczka wielka, żółtoliczka, stokówka rdzawoczelna i andagra maskowa, a także m.in.: puchatek czarnonogi, bekas długodzioby, zaroślak oliwkowy, zaroślak ciemnogłowy, lordzik fioletowogardły, andotukan czarnodzioby, andotukan niebieski, rożeniec żółtodzioby, grdacz soplowaty, złotopiórka i amazoneczka ognistogłowa.